# Atari Interactive
Con il nome Atari Interactive si indicano diversi gruppi ed aziende attive dagli anni novanta. Nel 1996 fu il nome con cui Atari Games indicava la sua divisione che pubblicava titoli per PC, che portò su questa piattaforma giochi come Tempest 2000, originariamente nato per l'Atari Jaguar. Dal 1998 al 2001 Atari Interactive, Inc. fu il nome della società affiliata al gruppo JT Storage che deteneva i diritti sul nome "Atari" che fu acquistata da Hasbro nel 1998 e che fu usata da Hasbro Interactive per pubblicare vecchi titoli del passato.
Attualmente è il nome di una società interamente controllata da Atari SA (precedentemente nota come Infogrames), che è l'attuale detentrice del marchio Atari e di varie altre proprietà precedentemente appartenute ad Hasbro Interactive. Atari Interactive è stata fondata nel 2001 quando Infogrames Entertainment SA ha acquistato Hasbro Interactive e l'ha poi rinominata in Infogrames Interactive. Nel 2003 Infogrames ha cambiato il nome della società in Atari Interactive, Inc. come parte della riorganizzazione mondiale della società che si è focalizzata sull'utilizzo del marchio "Atari".

## 1996-1998: divisione di Atari Games
Il 2 gennaio 1996 al Consumer Electronics Show invernale Atari Corporation annunciò formalmente la creazione di Atari Interactive per "guidare il mercato mondiale dei PC". Inizialmente era previsto il lancio di 4 videogiochi, Tempest 2000, Highlander: L'ultimo McLeod, Baldies e FlipOut!, con a seguire altri titoli quali Missile Command 3D, Return to Crystal Castles, Interactive Rocky Horror Show e Virtual War. Il 12 febbraio, però, Atari Corporation annunciò la fusione con JT Storage, che non aveva nessun interesse a "competere in nessun modo nel mercato dei PC o dei videogiochi". Atari Corp., dopo la fusione, dovette sospendere le sue attività, licenziò circa l'80% dei suoi dipendenti ed iniziò la liquidazione delle sue proprietà, che includevano anche la chiusura dell'appena nata Atari Interactive.

## 1998-2001: sussidiaria della Hasbro Interactive
Il 23 febbraio 1998 JTS vendette tutte le attività e le proprietà di Atari a Hiat XI Corporation, una società controllata in toto da Hasbro Interactive, società di proprietà di Hasbro creata nel Delaware (USA) con lo scopo preciso dell'acquisto di Atari. Hasbro Interactive procedette a cambiare denominazione a Hiax XI che divenne Atari Interactive ed iniziò la pubblicazione di remake dei vecchi giochi marchiati Atari come il remake 3D di Centipede, Pong e Tetris.

## 2003-presente: l'attuale Atari Interactive
Nel 2001 Hasbro vendette Hasbro Interactive e tutte le sue filiali alla società francese Infogrames Entertainment SA (IESA). IESA rinominò Hasbro Interactive in Infogrames Interactive, Inc.. Il 7 maggio 2003 IESA riorganizzò ufficialmente tutte le sue attività basandolo sul nome commerciale "Atari", compreso il cambio di denominazione di Infogrames Interactive, Inc. in Atari Interactive, Inc..

### Affitto delle proprietà
Nel 2003 Infogrames, Inc. concesse in licenza il nome ed il logo "Atari" di Atari Interactive alla società madre Infogrames e cambiò poi il suo nome in Atari, Inc. utilizzando il nome "Atari" per sviluppare, pubblicare e distribuire videogiochi per i computer e per tutte le più diffuse console.
Oggi il marchio Atari Interactive presiede all'amministrazione del marchio in generale e della stessa Atari, Inc. (gruppo Atari SA) da cui partono tutte le iniziative.

## Cronologia
Atari
- 1972-1984 - Atari, Inc.
- 1984–1996 - Atari Corporation
- 1996-2001 -  Atari Interactive
- dal 2003 - Atari, Inc. (gruppo Atari SA)
- dal 2009 - Atari SA